# John Joseph Connolly
John Joseph Connolly PC OBE QC (* 31. Oktober 1906 in Ottawa, Ontario; † 25. Juli 1982) war ein kanadischer Jurist, Hochschullehrer und Politiker der Liberalen Partei Kanadas, der mehr als 28 Jahre Mitglied des Senats sowie zeitweise Minister war.

## Leben
Nach dem Schulbesuch absolvierte Connolly ein Studium an der Universität Ottawa sowie der University of Notre Dame, das er mit einem Doctor of Philosophy (Ph.D.) an der University of Notre Dame abschloss. Ein weiteres Studium der Rechtswissenschaften an der Universität Montreal beendete er mit einem Doktor der Rechte (LL.D.) und war danach als Rechtsanwalt, Barrister sowie als Professor tätig. Während des Zweiten Weltkrieges war er Verwaltungsassistent von Angus Lewis Macdonald, dem damaligen Minister für Seeverteidigung. In dieser Funktion war er im Januar 1944 maßgeblich an der Absetzung des langjährigen Chef des Marinestabes der Royal Canadian Navy, Vizeadmiral Percy W. Nelles, beteiligt, dem Versagen beim Management und der Ausbildung der Seeoffiziere vorgeworfen wurde.
Am 12. Juni 1953 wurde er auf Vorschlag von Premierminister Louis Saint-Laurent Mitglied des Senats und vertrat in diesem bis zum Erreichen der verfassungsmäßigen Altersgrenze von 75 Jahren am 31. Oktober 1981 den Senatsbezirk Ottawa West. Während seiner Senatsmitgliedschaft war Connolly, der vom 1. Januar 1961 bis zum 1. Januar 1964 Präsident der Liberalen Partei war, Mitglied zahlreicher Ausschüsse sowie zwischen dem 16. Mai und dem 21. Dezember 1963 Vorsitzender des Ständigen Senatsausschusses für Binnenwirtschaft und Kontingent-Konten. 
Am 3. Februar 1964 wurde er von Premierminister Lester Pearson als Minister ohne Geschäftsbereich in das 19. kanadische Kabinett berufen und gehörte diesem bis zum Ende von Pearsons Amtszeit am 19. April 1968 an. Zugleich fungierte er zwischen dem 3. Februar 1964 und dem 19. April 1968 auch als Vorsitzender der Fraktion der Liberalen Partei und war somit Führer der Regierungsmehrheit im Senat (Leader of the Government in the Senate). Schließlich war er vom 10. bis zum 24. April 1968 auch geschäftsführender Staatssekretär für Kanada.
Zuletzt hatte er zwischen dem 12. Oktober 1976 und dem 17. Oktober 1977 das Amt des Vorsitzenden des Senatssonderausschusses für die Obergaden der Senatskammer inne.

## Veröffentlichungen
- The real meaning of NATO, Mitautor Jean Daniélou, Montreal 1959
- Keeping Christmas, Ottawa 1969